# Cathédrale de Salta
La cathédrale de Salta ou sanctuaire du Seigneur et de la Vierge du Miracle est le siège de l'archidiocèse de Salta, est une cathédrale d'Argentine datant de la deuxième partie du XIXe siècle et construite à la suite de la destruction par un tremblement de terre du bâtiment précédent.
Située au centre de la ville de Salta et déclarée monument national argentin, c'est un édifice religieux très richement orné et dont la visite fait partie de presque tous les voyages touristiques dans la région.

## Histoire

Armoiries de la Cathédrale de Salta.

Dès 1856, à la suite du tremblement de terre qui détruisit l'ancien édifice, on se préoccupa de réunir des fonds pour sa reconstruction.
Les travaux démarrèrent en 1858, sous l'impulsion de l'évêque don José Eusebio Colombres. Les plans avaient été dessinés par l'architecte Felipe Bertrés. Il fallut vingt ans pour que les travaux aboutissent à la consécration et à l'ouverture de la nouvelle cathédrale. Mais il manquait encore la façade et les tours y compris les cloches. De grands artistes italiens comme Soldati et le R.P. Luis Giorgi participèrent à l'exécution du projet. L'ensemble fut terminé en 1882.

## Description
On peut qualifier son style de baroque néocolonial. Le tout est très italianisant.
Le plan rectangulaire est formé de trois nefs ou vaisseaux, un chœur profond et une abside semi-circulaire. Le grand autel, dessiné par l'artiste jésuite Luis Giorgi est superbe.
La croisée du transept est surmontée d'une coupole posée sur un haut tambour percé de fenêtres. La coupole est surmontée d'une lanterne.
L'ensemble ne manque pas de lumière. En effet, outre la lanterne, la lumière provient aussi des fenêtres des deux nefs latérales. Celles-ci sont ornées de riches vitraux.
À l'extérieur le portail d'entrée est surmonté d'une riche décoration baroque. Le motif central est un oculus quadrilobé.
La cathédrale sert aussi de Panthéon des héros de l'armée du nord, qui prirent part aux luttes victorieuses pour l'indépendance du pays, au début du XIXe siècle (voir l'article concernant José de San Martín). Les restes des généraux Martín Miguel de Güemes, Álvarez de Arenales et Rudecindo Alvarado reposent en son sein.

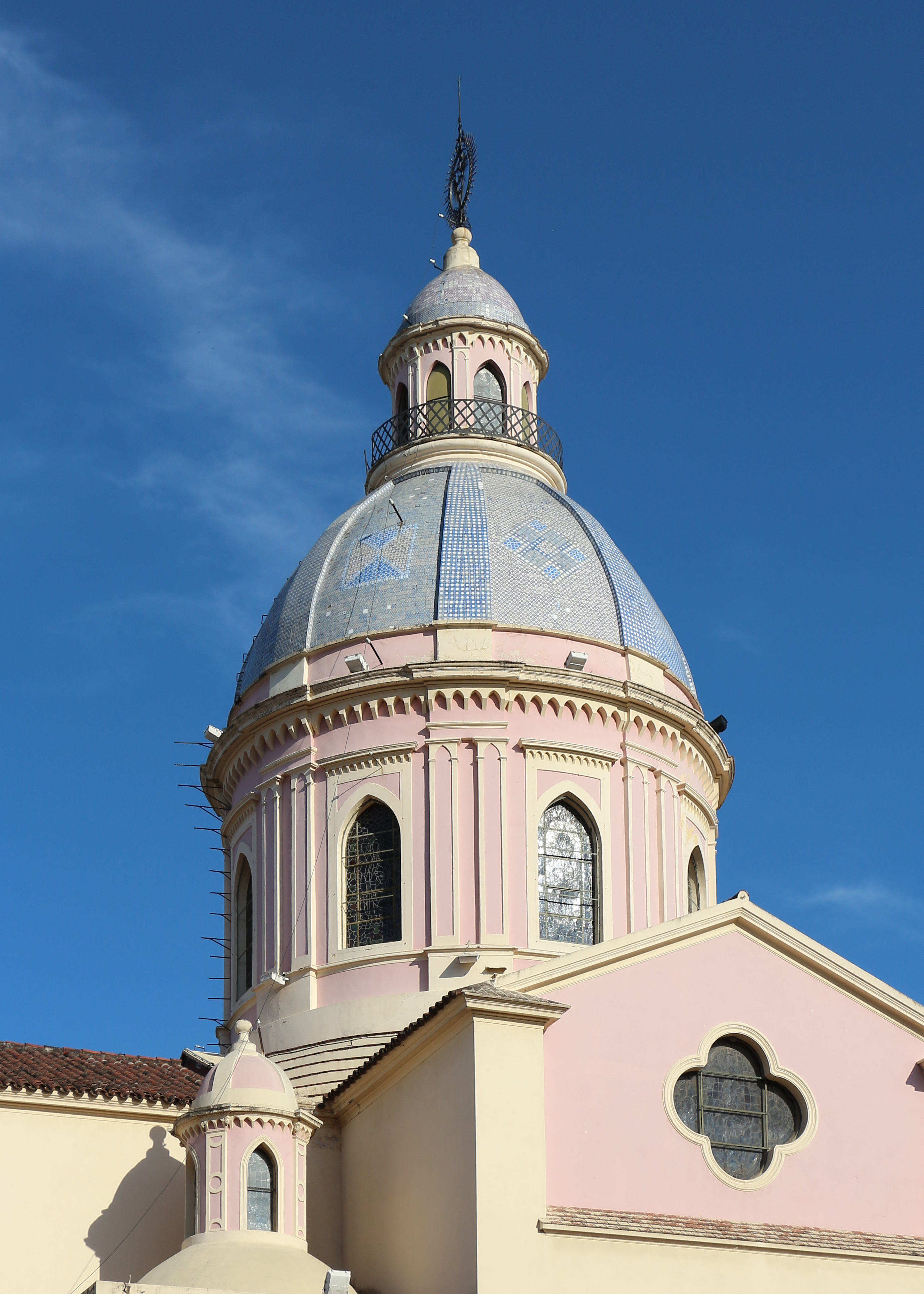
Dôme de la cathédrale.
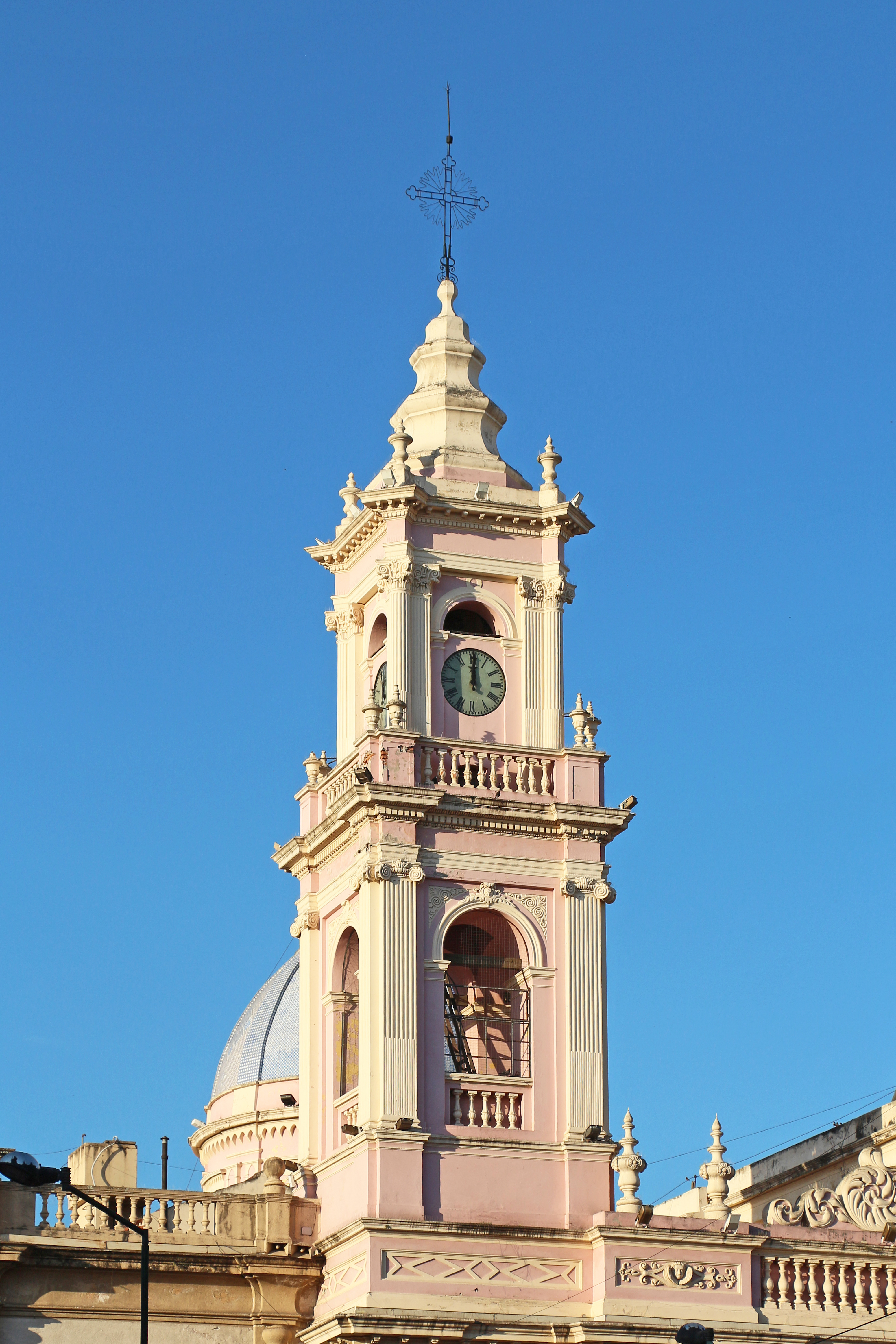
Clocher de gauche.
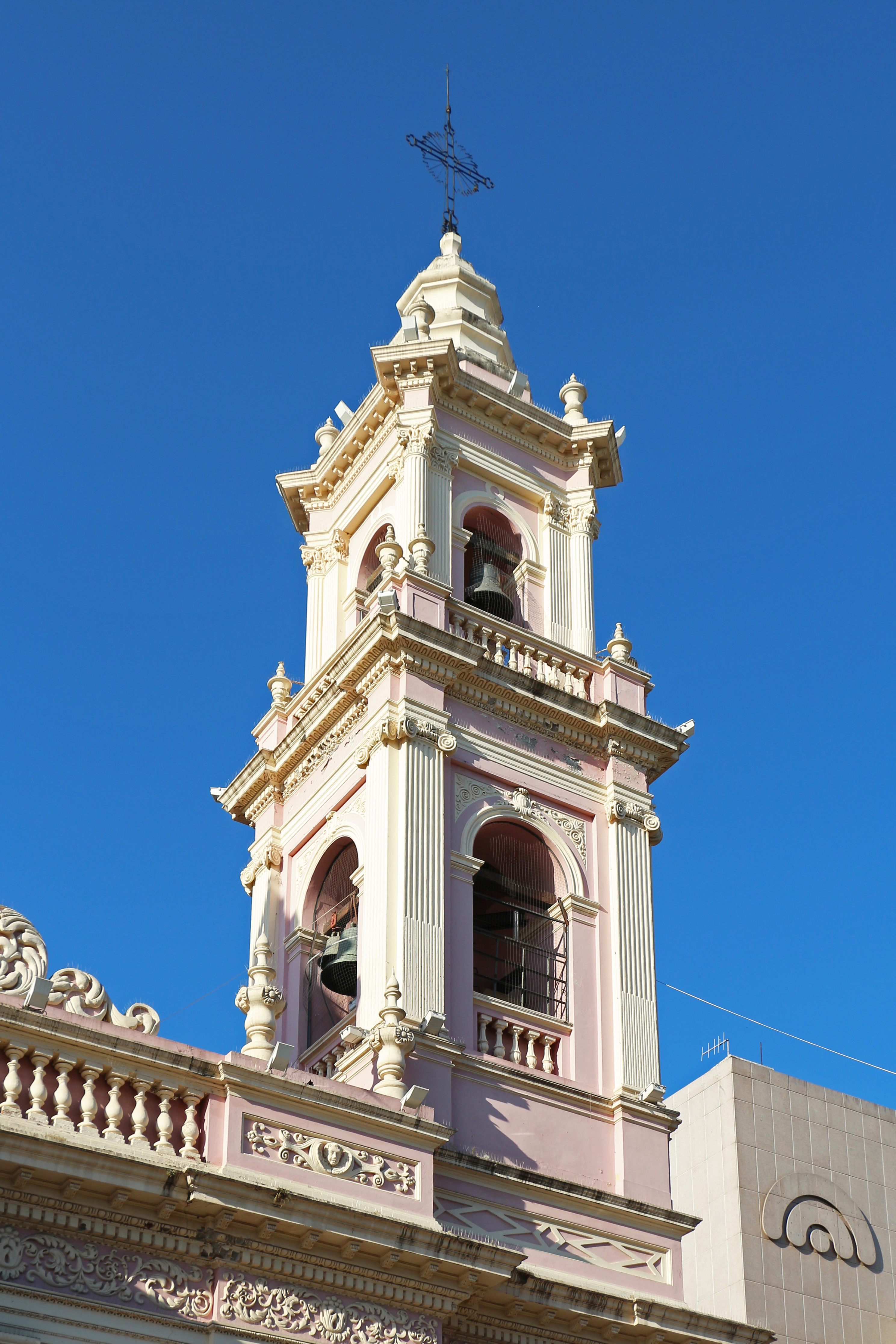
Clocher de droite.

## Le palais archiépiscopal
La cathédrale forme un ensemble avec le palais archiépiscopal, résidence de l'archevêque.

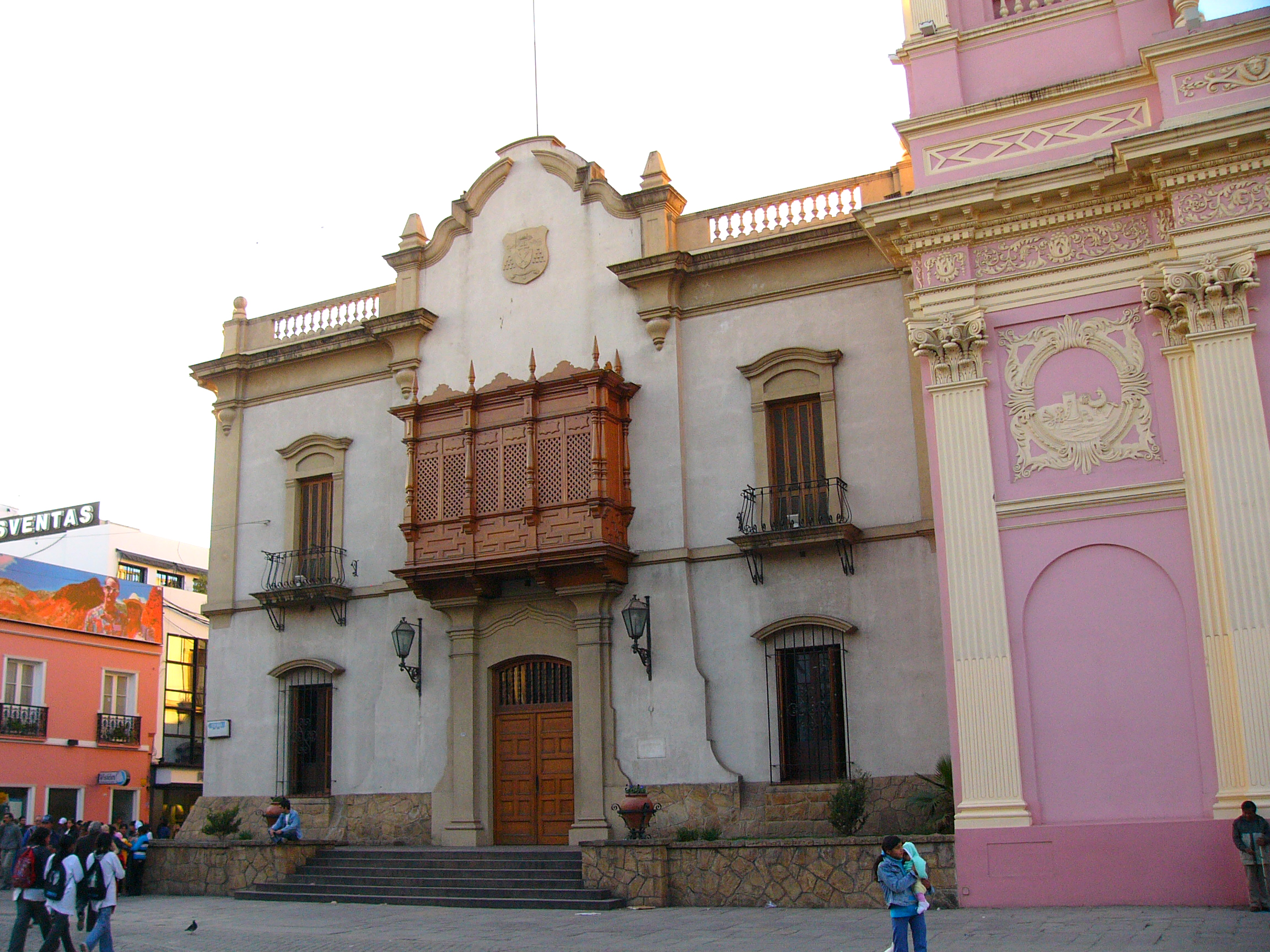
Façade du palais archiépiscopal
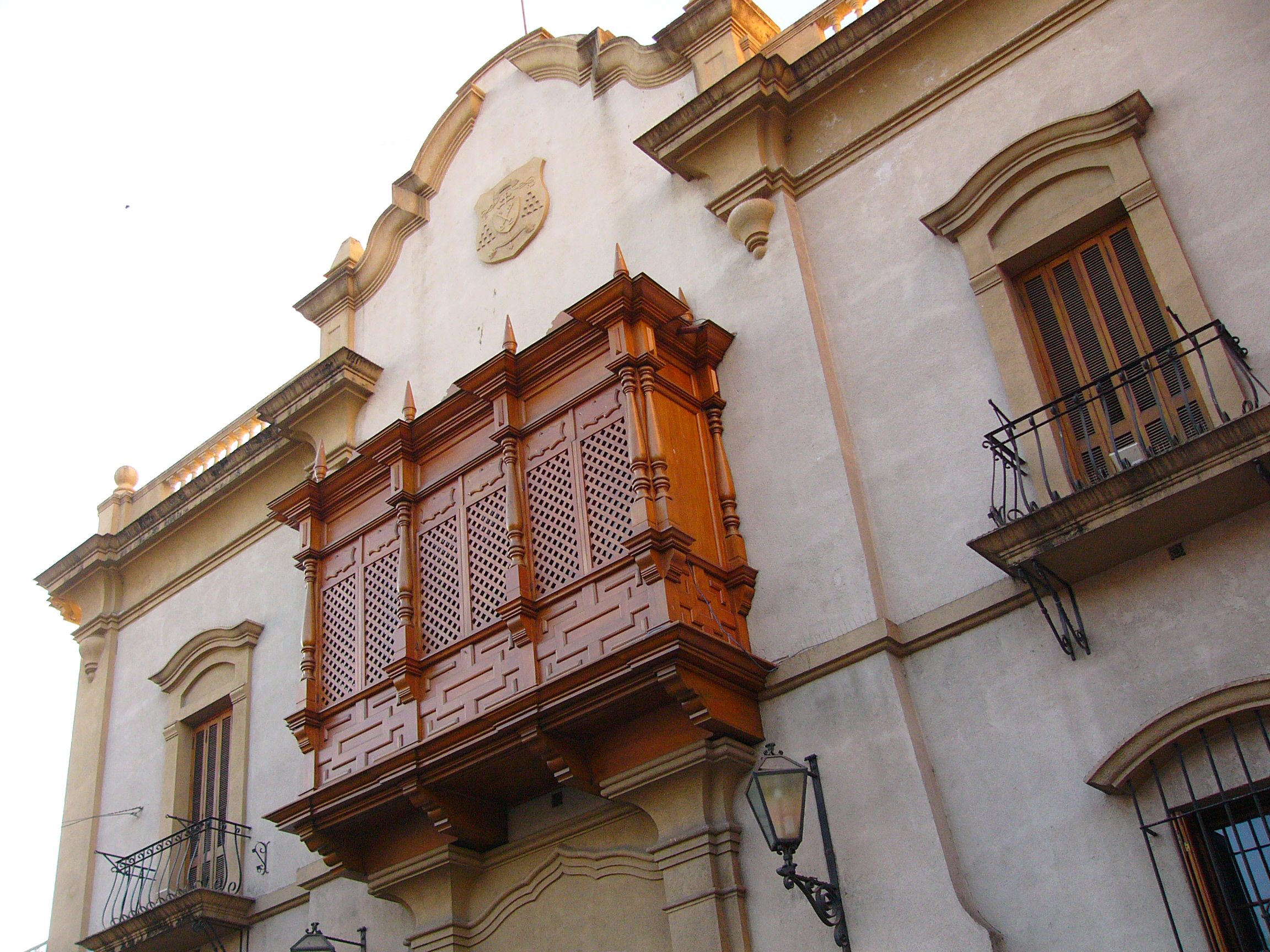
Le balcon en bois de la façade du palais archiépiscopal

## La province ecclésiastique de Salta
La cathédrale est le siège d'un archidiocèse, lui-même à la tête d'une province ecclésiastique comprenant cinq diocèses suffragants. Les diocèses sont : 
- Archidiocèse de Salta
- Diocèse de Catamarca
- Diocèse de Jujuy
- Diocèse d'Orán
- Prélature territoriale de Cafayate
- Prélature territoriale de Humahuaca

## Galerie

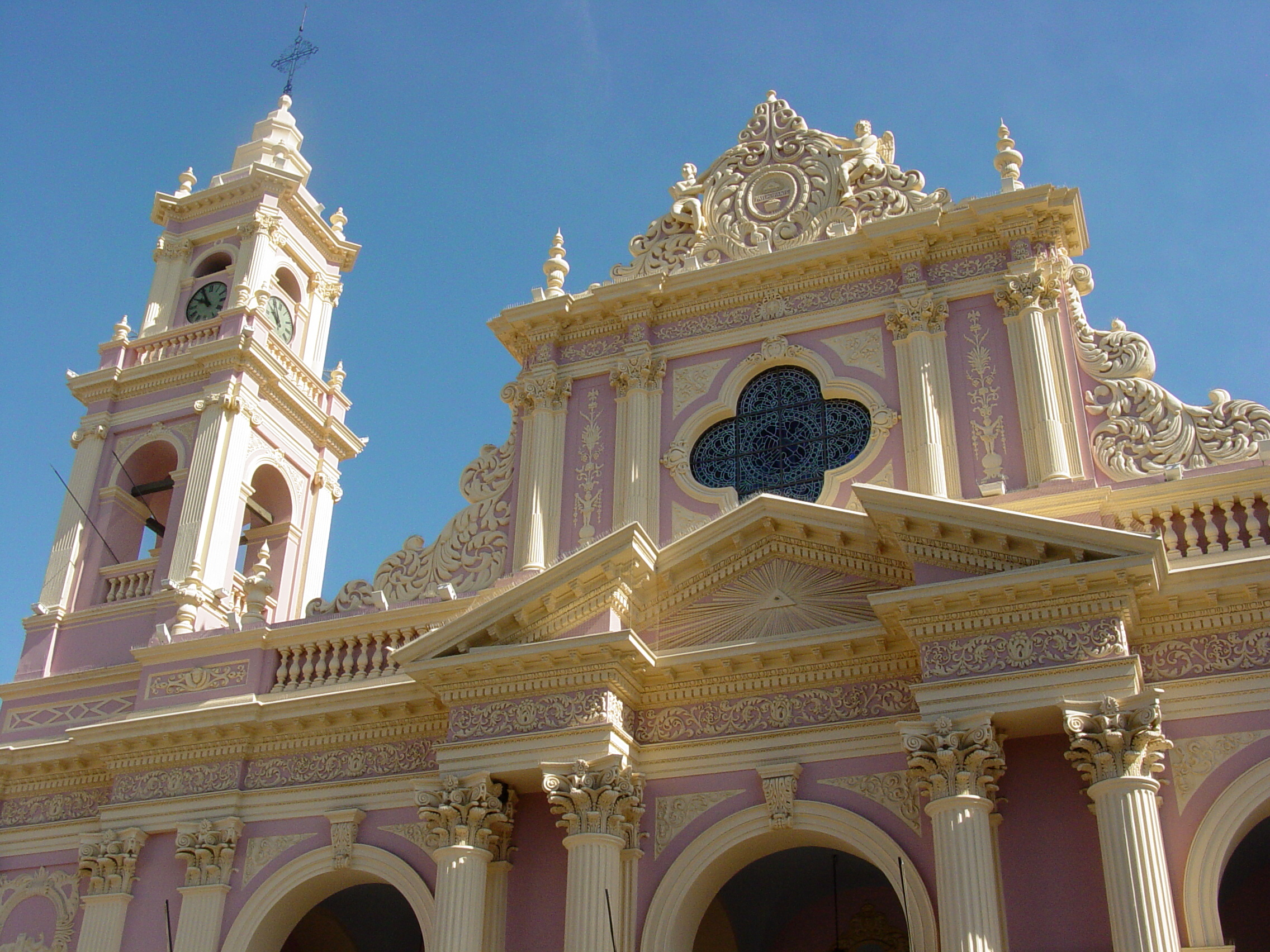
Détails de la façade de la cathédrale.
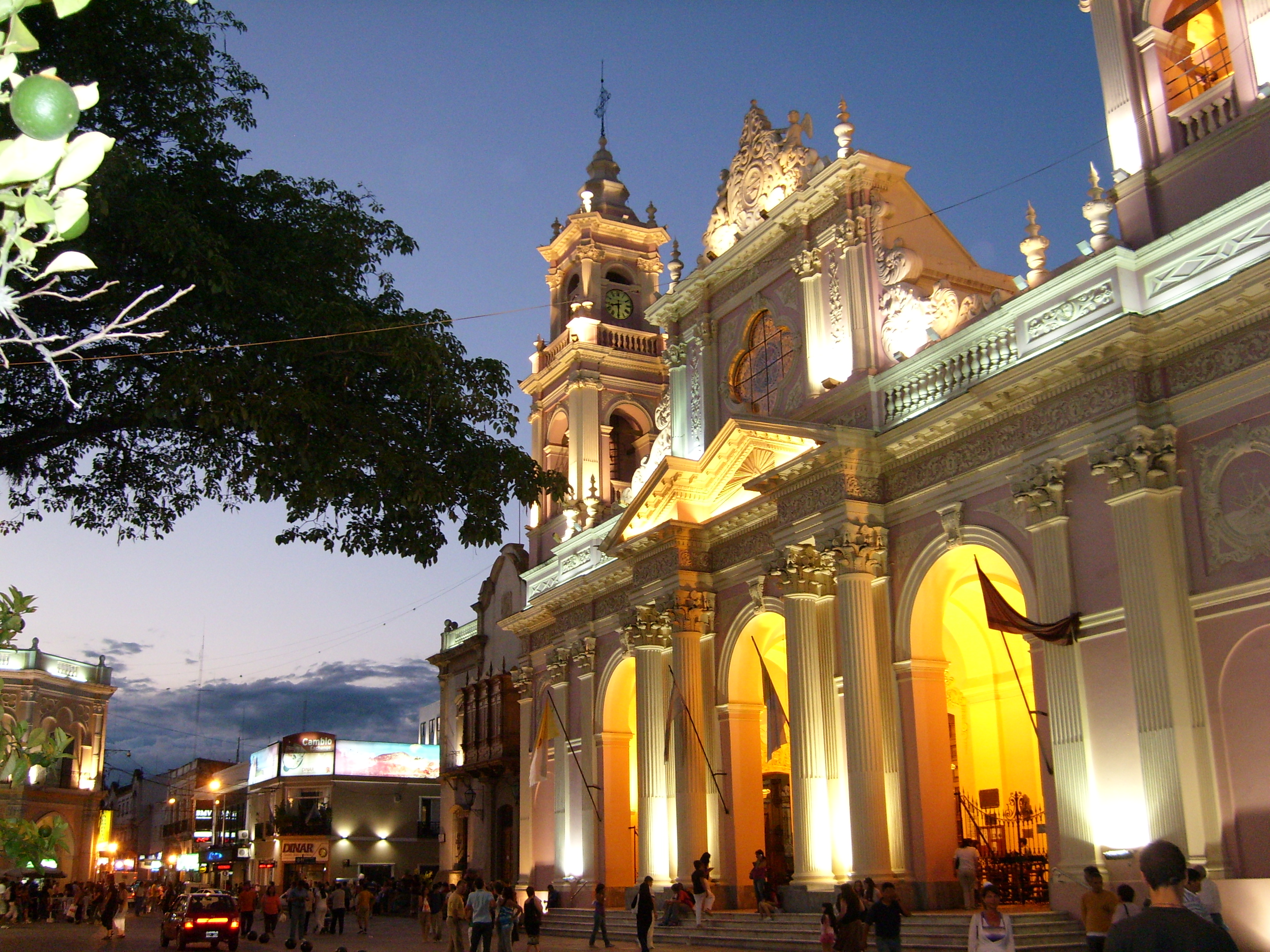
Vue nocturne de la cathédrale de Salta.
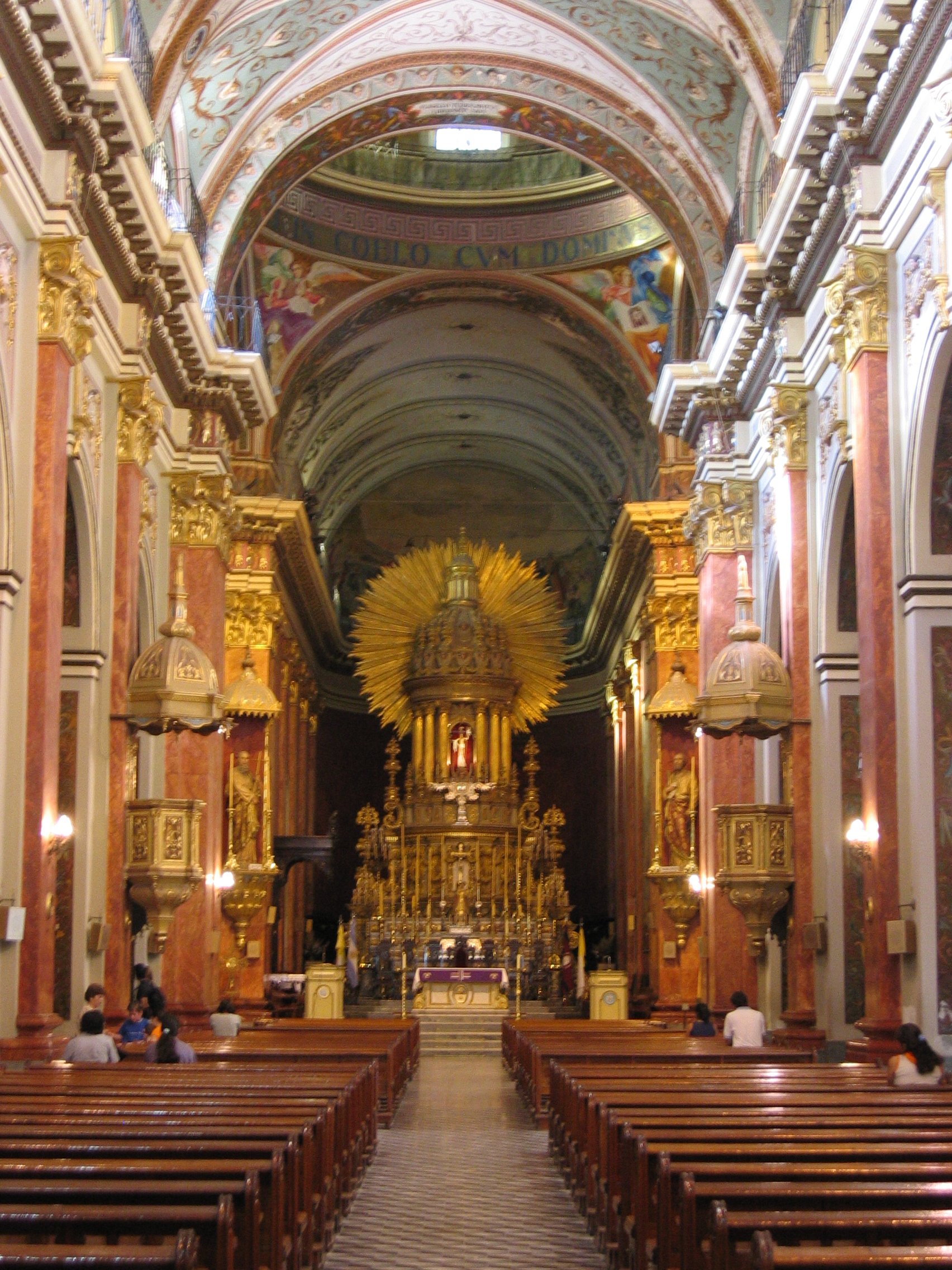
Intérieur de la cathédrale de Salta.
Seigneur et Vierge du Miracle, dévotion catholique vénérée dans la ville de Salta.